# ظفر زهير
ظفر زهير (مواليد 2 نوفمبر 1974) لاعب كريكت بحريني. لعب في عام 2013 في دوري الكريكيت العالمي للدرجة السادسة.